# Лузье, Рэй
Рэй Лузье (англ. Ray Luzier, родился в 1970) — американский рок-барабанщик. Рэй был ударником в Army of Anyone, рок-группе, включающей в себя лидера Filter Ричарда Патрика и братьев Дина Делео и Роберта Делео из Stone Temple Pilots. C 1 ноября 2007 года Рэй является новым барабанщиком ню-метал-группы Korn.

## Биография
Рэй Лузье родился 14 июня 1970 и рос в Вест-Ньюйтоне, небольшом городке в часе езды от Питсбурга. Рэй взял несколько уроков на пианино, но быстро переключился на ударные в возрасте пяти лет. Первую настоящую барабанную установку Рэй получил в подарок от своих родителей, которые его всегда поддерживали, когда ему было семь лет. Хотя Рэй был самоучкой, он играл в джазовых, концертных и парадных группах. В возрасте 15 лет он встретился с местным гитаристом и вступил в свою первую рок-группу.
После окончания школы в 1988, Лузье переехал в Голливуд, Калифорния, чтобы продолжить своё образование в известном Musicians Institute. В 1989 он окончил факультет ударной техники в Musicians Institute. Лузье позже вернулся в MI и давал уроки ударного мастерства в качестве преподавателя (1992—2001).
Лузье наиболее известен по совместной работе с Дэвидом Ли Ротом, с которым он играл на ударных с 1997 по 2005.
Лузье также играл с The Hideous Sun Demons, прогрессив-рок/фьюжн трио сформированным из бывших одногруппников Дэйвида Ли Рота, Тоши Хикета (гитара) и Джеймс ЛоМензо (бас).
Также в то время Лузье был барабанщиком Steel Panther (с 1997 года). Он оставался в Steel Panther в течение шести лет, пока не помешал его гастрольный график с Дэвидом Ли Ротом.
В 2004 Лузье выпустил DVD с видеоуроками. Диск содержит широкий спектр уроков, включая технику двух бас-барабанов, брейки и упражнения на координацию. Диск можно приобрести через Amazon.com и Hal Leonard Publishing Co.
Лузье закончил записываться в новом проекте Трейси Джи Goaded в мае 2007.

## Эндорсмент
- Sabian
- Pearl
- Remo Drumheads
- Vic Firth
- Orange County Drum & Percussion

## Альбомы с участием Рэя
- 2022: Korn — Requiem
- 2019: Korn — The Nothing
- 2016: Korn — The Serenity of Suffering
- 2013: Korn — The Paradigm Shift
- 2011: Korn — The Path of Totality
- 2010: Korn — Korn III: Remember Who You Are
- 2006: Army Of Anyone, Army of Anyone
- 2003: Дэйвид Ли Рот «Diamond Dave (album)»
- 2003: «Hideous Sun Demons»
- 2002: «Honky MoFo» (с Рики Уолкингом)
- 2002: Трейси Джи «Deviating From the Setlist»
- 2001: Трейси Джи «Katt Gutt»
- 2001: Zac Maloy Band
- 2001: Jason Becker Tribute CD
- 2001: Freak Power Ticket «Rock Hard Compilation»
- 2000: Driven 4 Song Promo Cd With Tracy G
- 1999: Трейси Джи «Driven»
- 1998: Дэйвид Ли Рот «DLR Band»
- 1998: Дэйвид Ли Рот «Slam Dunk» single
- 1998: Medicine Wheel «Small Talk»
- 1998: Майк Хартман «Black Glue»
- 1998: Freak Power Ticket
- 1997: Medicine Wheel «Immoral Fabric»
- 1996: Jeffology (трибьют Джеффу Беку) с Джэйк Е. Ли
- 1995: Darren Housholder «Symphonic Aggression»
- 1994: Hard Rock Magazine Compilation CD. Band: Medicine Wheel
- 1994: Howling Iguanas
- 1994: Metal Edge Compilation «Best of L.A.»
- 1994: Medicine Wheel «First Things First»
- 1993: T.J. Martell Foundation Benefit CD. Band: Ivory Tower
- 1993: Darren Housholder «Generator Man»
- 1993: Тоби Кнапп «Guitar Distortion»
- 1993: Тони Фрединелли «Breakneck Speed»
- 1993: Shrapnel Guitar Greats Compilation
- 1993: Concrete Foundations Forum Compilation
- 1992: Darren Housholder «Darren Housholder»
- 1990: 9.0 «Too Far Gone»

## Совместные выступления, участие в туре или записи
- Билли Шихан (Дэйвид Ли Рот, Mr. Big, Стив Вай)
- The Nixons
- John 5 (Marilyn Manson, Роб Зомби)
- Джеймс ЛоМензо (Black Label Society, Megadeth)
- Рафаэль Морейра (P!nk, Кристина Агилера)
- Слэш (Guns N' Roses, Velvet Revolver)
- Сил
- Кирк Хэмметт (Metallica)
- Закк Уайлд (Оззи Осборн, Black Label Society)
- Тоши Хикета (Дэйвид Ли Рот, The Hideous Sun Demons)
- Тодд Йенсен (Элис Купер, Дэйвид Ли Рот)
- Трейси Джи (Dio, WWIII)
- Джейк Е. Ли (Оззи Осборн, Badlands)
- Driven
- Zac Maloy
- Эдгар Винтер
- Goaded
- The Hideous Sun Demons
- Freak Power Ticket
- Coma
- Wicked Alliance
- Мэтт Крамер (Coma, Saigon Kick)
- Medicine Wheel
- The Howling Iguanas
- Тони Фрединелли (Third Eye Blind)
- Тоби Кнапп (Onward)
- Arcade (Стивен Пирси)
- Рики Волкин (Edgewater, The Nixons)
- Брайан Янг (Дэйвид Ли Рот)
- Майкл Ли Фиркинс
- Дуг Алдрич
- Джордж Линч
- Мэнди Лион (WW III, Wicked Alliance)
- Скотт Буш (Dolt, The Nixons)
- Кэйсукэ Нисимото (HSD Japan, Kelly Simonz)
- Джефф Скотт Сото (Мальмстин, Ингви, Soul Sirkus)
- Шон Дэйли
- Даррен Хашолдер
- The Boston Pops Orchestra